# Manuel Ier Karanténos
Manuel Ier Karanténos ou encore Saranténos, aussi connu comme Charitopoulos (en grec : Μανουήλ Α΄ Σαραντηνός/Καραντηνός ou Χαριτόπουλος) est patriarche de Constantinople résidant à Nicée de 1217 à 1222.

## Biographie
Manuel Ier, simple diacre, ancien magistros des philosophes à l'école patriarcale de Constantinople avant le sac de la ville par la Quatrième Croisade en 1204, succède à Maxime II au patriarcat, alors en exil à Nicée, en janvier 1217. Il tient le siège jusqu'à sa mort en mai / juin 1222. 
La nomination d'un ancien de l’école patriarcale peut être interprétée comme un souhait de l'empereur Théodore Ier Lascaris de favoriser une renaissance intellectuelle autour de l'Empire de Nicée, volonté attestée par ailleurs par la recréation à la même époque du titre d'hypatos (consul) des philosophes attaché à l'empereur. Ce parcours inattendu à l'époque pour un patriarche le fera surnommer Manuel le Philosophe par le peuple.
Il joua un important rôle diplomatique entre l'empereur de Nicée et l'empereur latin de Constantinople Robert de Courtenay en 1222. Robert ayant approché Théodore pour un traité de paix, ce dernier lui offrit sa fille Eudoxia en mariage. Manuel aurait repoussé l'union projetée en raison de la proximité familiale des futurs époux, puisque la femme de Théodore n'était autre que Marie de Courtenay, la sœur de Robert, épousée en 1217. Il eut également une part importante à l'autonomisation de l'Église serbe en lui octroyant l'autocéphalie sous la direction de saint Sava de Serbie en 1219.
Il est également l'auteur d'un traité De la Philosophie et de la Rhétorique qui incite la jeunesse étudiante à se consacrer de préférence à la première.